# Роланд Грапов
Роланд Грапов (на немски: Roland Grapow; 30 август 1959 г., Хамбург, Германия) е известен виртуозен китарист и продуцент от Германия. Известен е най-вече с участието си в бандите Helloween, където свири 12 години и Masterplan, както и със своите солови проекти. Сега Роланд Грапов живее в Словакия, където има и собствено студио.

## Биография
Роланд започва да свири на китара на 12-годишна възраст. Баща му му купува китара и принуждава Роланд да взима уроци по китара, но той няма смелостта за основна теория и учителят казва на баща му, че Роланд няма талант да свири. Преди да се присъедини към Хелоуин, Грапов е бил член на хевиметъл групата Rampage. Той се присъединява към групата около 1979 г. и свири в два от студийните им албуми, Victim of Rock (1980) и Love Lights Up The Night (1982). Той напуска Rampage около 1983 г.
Преди да се присъедини към Хелоуин през 1989 г., Роланд е безработен. В Хелоуин свиренето му може да бъде чуто в албуми: Pink Bubbles Go Ape, Chameleon, Master of the Rings, The Time of the Oath, High Live, Better Than Raw, Metal Jukebox и The Dark Ride.
По време на мандата си с Хелоуин, Роланд формира своя солов проект. В първия албум, The Four Seasons of Life (1997), той се пробва ръката, в допълнение към свиренето на китара. За да запише втория албум Kaleidoscope (1999), Grapow привлича настоящи и бивши членове на групата Ингви Малмстийн.
През 2001 г. Роланд и Ули Куш са уволнени от Хелоуин поради музикални и лични различия. През 2012 г. в интервю за главния редактор на Metal Shock Finland Мохсен Феязи, Роланд заявява:
| „ | Лично аз се чувствах много уверен в Хелоуин. Но по средата на турнето в подкрепа на The Dark Ride, казах нещо на Майкъл и Маркъс, моето мнение по един въпрос. Исках само най-доброто за бъдещето на групата, но не мисля, че ме разбраха и решиха, че искам да бъда новият лидер на Хелоуин. Имах страхотни години в групата, но съм щастлив, че напуснах навреме, след като The Dark Ride излезе, защото това беше нашият творчески връх. | “ |

Роланд и Ули продължават да развиват своя проект, наречен Мастърплан, който включва и вокалиста Йорн Ланде. След като Ули Куш напусна групата през 2006 г., Роланд стана главният лидер и текстописец на Масрърплан.
В момента Грапов живее в Зволенска Слатина, Словакия, където работи като музикален продуцент в собственото си студио Crazy Cat. През 2011 г. той миксира албума Motherland за италианската прогресив метъл банда Daedalus и също така пее солото на китара в песента Underground. След това той продуцира чешката метълкор група X-Core в дебютния им албум In Hell и последния им албум Life and Stuff.
Роланд също изсвири няколко китарни сола и изпълни няколко вокални партии за втория албум на чешката пауър метъл група Eagleheart - Dreamtherapy. През 2012 г. продуцира десетия албум на испанската метъл група Saratoga Nemesis.

## Дискография
- Pink Bubbles Go Ape (1991)
- Chameleon (1993)
- Master of the Rings (1994)
- The Time of the Oath (1996)
- High Live (1996)
- Better Than Raw (1998)
- Metal Jukebox (1999)
- The Dark Ride (2000)